# Go West (película)
Go West es una película bosnia del año 2005 dirigida por Ahmed Imamović, quien junto a Enver Puška escribió también el guion.

## Trama
La película narra la historia de amor de Milan, un estudiante serbobosnio, y Kenan, un violonchelista bosnio musulmán. Viven su relación en secreto en Sarajevo en el momento en el que estalla la Guerra de Bosnia.
Al intentar dejar el país, una milicia serbia les detiene y amenaza con ejecutar a todos aquellos prisioneros circuncidados. Para salvarse de una muerte segura, Kenan se disfraza de mujer y se hace pasar por la esposa de Milan.
Posteriormente se dirigen a la aldea de Milan en la zona oriental de Bosnia, de mayoría serbia, donde continúan con la farsa. Sin embargo todo se complica cuando Milan se ve forzado a ir al frente y Kenan debe permanecer en la aldea.

## Reparto
- Tarik Filipović como Milan.
- Rade Šerbedžija como Ljubo.
- Mirjana Karanović como Ranka.
- Mario Drmać como Kenan.
- Haris Burina como Lunjo.
- Jeanne Moreau como Journalist.
- Nermin Tulić como Priest Nemanja.
- Almedin Leleta como Alen.
- Almir Kurt como Drago.
- Milan Pavlović como Milo.
- Orijana Kunčić como Posilna.

## Premios
La cinta recibió el premio al Mejor Largometraje del IV Festival Internacional de Cine Gay y Lésbico de Ibiza, el Festival del Mar 2007.
También recibió el premio del público en el Festival de Cine Bosnio 2006, celebrado en Nueva York. Go West se alzó también con el Premio a la Mejor Película en el Festival Internacional de Cine Madrid Móstoles 2007.